# Gerbillus aquilus
Gerbillus aquilus (смуглява піщанка) — поширена переважно в східному Ірані, південному Афганістані та західному Пакистані. Це нічний/сумерцевий, наземний, зграйний вид, зустрічається в помірних лісах і на луках поблизу джерел води.